# Довгаль Юлія Віталіївна
Юлія Віталіївна Довгаль (2 червня 1983, Кіровоград, Українська РСР) — українська та азербайджанська важкоатлетка, призерка чемпіонатів Європи.

## Результати
| Рік              | Місце                                   | Вага             | Ривок            | Ривок            | Ривок            | Ривок            | Поштовх          | Поштовх          | Поштовх          | Поштовх          | Загалом          | Місце            |
| Рік              | Місце                                   | Вага             | 1                | 2                | 3                | Місце            | 1                | 2                | 3                | Місце            | Загалом          | Місце            |
| Олімпійські ігри | Олімпійські ігри                        | Олімпійські ігри | Олімпійські ігри | Олімпійські ігри | Олімпійські ігри | Олімпійські ігри | Олімпійські ігри | Олімпійські ігри | Олімпійські ігри | Олімпійські ігри | Олімпійські ігри | Олімпійські ігри |
| ---------------- | --------------------------------------- | ---------------- | ---------------- | ---------------- | ---------------- | ---------------- | ---------------- | ---------------- | ---------------- | ---------------- | ---------------- | ---------------- |
| 2008             | Пекін, Китай                            | понад 75 кг      | 114              | 114              | 118              | 3                | 140              | 140              | 147              | 5                | 258              | 5                |
| Чемпіонат світу  |                                         |                  |                  |                  |                  |                  |                  |                  |                  |                  |                  |                  |
| 2011             | Париж, Франція                          | понад 75 кг      | 115              | 118              | 121              | 4                | 145              | 150              | 150              | 6                | 263              | 4                |
| 2010             | Анталія, Туреччина                      | понад 75 кг      | 115              | 120              | 120              | 5                | 137              | 142              | 142              | 8                | 257              | 7                |
| 2009             | Коян, Південна Корея                    | понад 75 кг      | 110              | 114              | 115              | 7                | 130              | 134              | 136              | 8                | 244              | 7                |
| 2006             | Санто-Домінго, Домініканська Республіка | понад 75 кг      | 112              | 117              | 117              | 6                | 138              | 138              | 138              | 10               | 255              | 9                |
| 2005             | Доха, Катар                             | понад 75 кг      | 115              | 115              | 120              | 5                | 135              | 140              | 140              | 9                | 255              | 7                |